# Francisco Honorato Cidade
Francisco Honorato Cidade (Desterro — Desterro, 18 de maio de 1870) foi um advogado e político brasileiro.
Filho de João Francisco Cidade e de Ana Joaquina do Sacramento.
Foi deputado à Assembleia Legislativa Provincial de Santa Catarina na 7ª legislatura (1848 — 1849), na 8ª legislatura (1850 — 1851), e na 9ª legislatura (1852 — 1853).